# I Congresso del Partito Comunista d'Italia
Il I Congresso del Partito Comunista d'Italia si tenne a Livorno il 21 gennaio 1921, in seguito alla scissione della frazione comunista al termine del XVII Congresso del Partito Socialista Italiano.

## Premesse
Dopo il II Congresso del Comintern del luglio e agosto 1920, che aveva fissato i 21 punti da rispettare per entrare a far parte dell'Internazionale Comunista, si erano create nel Partito socialista forti divergenze sulle modalità e il grado di autonomia con cui applicare le direttive internazionali. Uno dei temi di maggiore contrasto fu quello dell'espulsione degli esponenti riformisti, espressamente prevista dai 21 punti ma osteggiata, oltre che dall'ala destra del PSI vicina a Filippo Turati, anche dalla maggioranza dei massimalisti che avevano vinto il precedente congresso
A settembre l'ala sinistra del partito ottenne l'approvazione in Direzione di un ordine del giorno firmato da Umberto Terracini che proponeva il recepimento integrale ed incondizionato dei 21 punti, e con esso l'espulsione dei riformisti. Tale votazione, conclusasi con sette voti favorevoli contro cinque, delineò quelle che sarebbero state al successivo congresso le due frazioni principali, quella comunista pura, guidata da Amadeo Bordiga, e quella dei comunisti unitari di Giacinto Menotti Serrati. La minoranza di destra del PSI avrebbe invece dato vita, con un convegno tenuto ad ottobre a Reggio Emilia, alla frazione di concentrazione socialista. A queste tre correnti si aggiunsero poi due componenti minoritarie, quella dei rivoluzionari intransigenti e quella della circolare.

## La frazione comunista
L'esigenza di dare alla classe operaia una guida radicalmente diversa dalla «tradizione pseudorivoluzionaria» del PSI e di costituire un nuovo organo, il Partito comunista, ormai «indispensabile per la rivoluzione proletaria», portò nel mese di ottobre al consolidamento della frazione comunista. In essa si riunirono l'area che faceva capo a Bordiga, principale ispiratore ed organizzatore della frazione, il gruppo torinese sviluppatosi attorno a Gramsci e a L'Ordine Nuovo, esponenti del massimalismo di sinistra e gran parte della Federazione giovanile.
L'atto ufficiale di costituzione fu un manifesto-programma sottoscritto a Milano il 15 ottobre 1920 da Bordiga, Gramsci, Misiano, Terracini, Bombacci, Repossi, Fortichiari e Polano. Pochi giorni dopo la frazione ebbe l'approvazione di Zinov'ev che, anche a nome di Lenin, Trockij e Bucharin, sottolineò come essa costituisse l'unico appoggio dell'Internazionale in Italia.
La mozione che i comunisti avrebbero presentato al congresso socialista fu ratificata definitivamente in un convegno svoltosi al Teatro comunale di Imola tra il 28 e il 29 novembre, e per questo fu detta anche mozione di Imola. Il testo mirava alla trasformazione del Partito socialista in Partito comunista, da cui sarebbe stato necessario escludere i concentrazionisti e comunque tutti coloro che al congresso avrebbero votato «contro il programma comunista del Partito e contro l'impegno all'osservanza completa delle 21 condizioni d'ammissione all'Internazionale». Il convegno di Imola non trattò esplicitamente il percorso da seguire nel caso che la mozione fosse rimasta in minoranza al congresso, ma l'ipotesi della scissione era già concretamente delineata.

## Il Congresso del PSI

I delegati davanti al Teatro Goldoni

Al momento dell'apertura del congresso socialista, il 15 gennaio 1921 al Teatro Goldoni di Livorno, la scissione a sinistra era ormai l'ipotesi di gran lunga più probabile: lo svolgimento dei congressi provinciali, infatti, aveva assegnato la maggioranza (circa 100.000 voti) agli unitari di Serrati, mentre ai comunisti erano andati 60.000 suffragi e ai concentrazionisti 15.000.
Il dibattito si svolse in un clima particolarmente turbolento e furono frequenti le interruzioni e i tumulti. I delegati dell'Internazionale, Christo Kabakčiev e Mátyás Rákosi, tennero una posizione di intransigente appoggio alla mozione comunista, attaccando duramente Serrati e preannunciando l'espulsione dal Comintern di tutte le frazioni che non avrebbero votato il documento bordighiano. Ciò non smosse dal sostegno alla mozione unitaria la maggioranza massimalista, la cui gran parte applaudì perfino l'intervento in difesa della tradizione del riformismo socialista pronunciato da Turati, nel quale venivano rifiutate soluzioni rivoluzionarie ispirate al «mito russo».
L'episodio evidenziò il definitivo fallimento dei tentativi di mediazione, condotti in particolare dal tedesco Paul Levi e da Antonio Graziadei della frazione della circolare. La mattina del 21 gennaio,
dopo la proclamazione di risultati definitivi che ricalcarono quelli delle assemblee provinciali, Bordiga poté quindi formalizzare la scissione.

## La nascita del PCd'I

La prima pagina de L'Ordine Nuovo del 22 gennaio 1921 dà conto della nascita del Partito Comunista d'Italia

I delegati della frazione comunista uscirono dal Teatro Goldoni al canto dell'Internazionale e, come indicato da Bordiga, si recarono a svolgere il Congresso fondativo del Partito comunista al Teatro San Marco. Si trattava di una sistemazione di fortuna: l'edificio, utilizzato come deposito di materiali del Regio Esercito durante la prima guerra mondiale, era privo di sedute e i delegati si riparavano con degli ombrelli dalla pioggia che entrava dai vetri rotti delle finestre e dagli squarci nel tetto.

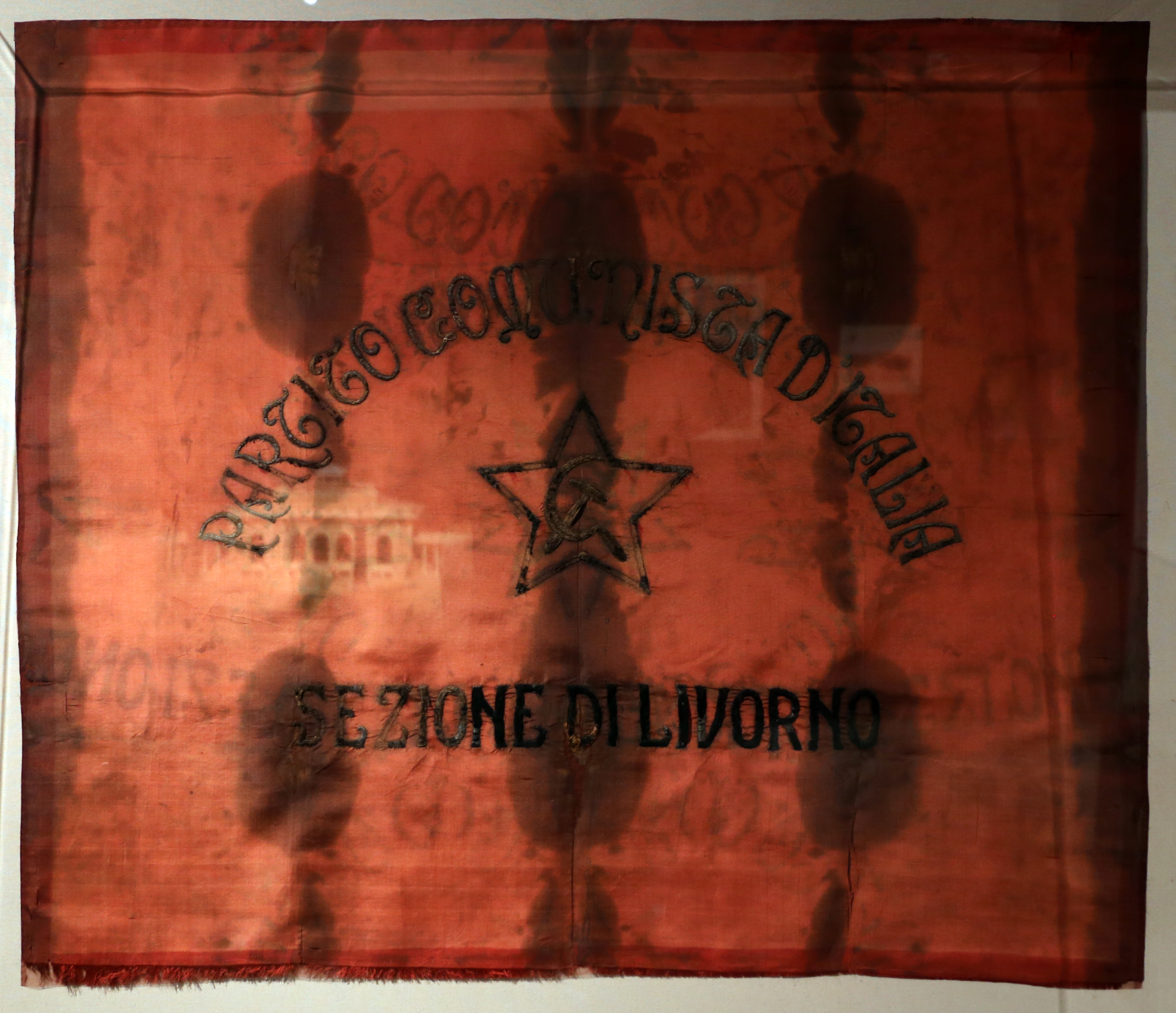
Bandiera della sezione di Livorno del Partito Comunista d'Italia, conservato presso il locale Museo della Città

Il Congresso si svolse in due sessioni nel corso della sola giornata di venerdì 21 gennaio, e si limitò a dare al nascente partito un primo inquadramento organizzativo. La sessione mattutina ospitò i saluti dei delegati stranieri Kabakčiev, Bloch, Humbert-Droz, Balfour, Böttcher e Hansen e gli interventi di Bruno Fortichiari a nome del Comitato centrale della frazione, di Luigi Polano per i giovani, di Ortensia De Meo per le donne e di quattro operai e sindacalisti. Nella seconda sessione venne votato un ordine del giorno firmato da Fortichiari che dichiarava costituito il Partito Comunista d'Italia - Sezione dell'Internazionale Comunista. Tale denominazione sarebbe rimasta in vigore fino allo scioglimento dell'Internazionale nel 1943, quando il partito riemerse col nome di Partito Comunista Italiano dalla clandestinità in cui era stato posto nel 1926 dal Regime fascista.
Il congresso scelse Milano come sede centrale del partito e dell'organo ufficiale, Il Comunista bisettimanale. Infine venne eletto il Comitato centrale nelle persone di Bordiga, Grieco, Parodi, Sessa, Tarsia, Polano, Gramsci, Terracini, Belloni, Bombacci, Gennari, Misiano, Marabini, Repossi e Fortichiari. Non venne invece istituita la figura del segretario generale, anche se il ruolo di capo del partito era di fatto rivestito da Bordiga.
La costituzione del PCd'I fu completata pochi giorni dopo, il 27 gennaio, con il Congresso di Firenze della Federazione giovanile socialista, che decise a larghissima maggioranza di ritirare la propria adesione al Partito socialista per aderire, col nome di Federazione Giovanile Comunista Italiana, al nuovo Partito comunista.